# Izabella Chiappini
Izabella Maizza Chiappini (São Paulo, 28 de setembro de 1995) é uma jogadora de polo aquático ítalo-brasileira.

## Carreira
Nas categorias de base, Izabella foi campeã sul-americana júnior em 2011 e terceiro lugar no Pan-Americano Junior, em Porto Rico. Conquistou o oitavo lugar no mundial júnior na Austrália, em 2012, onde integrou a equipe all-star da competição e foi vice-artilheira.
Estudou e jogou na Universidade Estadual do Arizona, nos Estados Unidos, e em 2015 foi considerada a segunda melhor jogadora do mundo pelo site especializado em polo aquático Water Polo World. Jogou por clubes italianos como o Waterpolo Messina e o Plebiscito Padova e atualmente defende o SIS Roma.

### Seleção Brasileira
Izabella foi integrante da seleção nacional que disputou o Campeonato Mundial de Esportes Aquáticos de 2011 em Xangai, na China.
Em 2016 esteve representando a equipe que competiu nos Jogos Olímpicos do Rio e finalizou em oitavo lugar.

### Seleção Italiana
Após as Olimpíadas de 2016, Izabella mudou de nacionalidade e passou a fazer parte da Seleção Italiana.